# Mount Wheat
Mount Wheat ist ein 1100 m hoher und markanter Berg im Zentrum der Wiencke-Insel im westantarktischen Palmer-Archipel. Er ist die höchste Erhebung der Wall Range und ragt unmittelbar nördlich des Thunder Glacier auf.
Die erste Sichtung geht vermutlich auf Teilnehmer der Belgica-Expedition (1897–1899) des belgischen Polarforschers Adrien de Gerlache de Gomery im Jahr 1898 zurück. Das Advisory Committee on Antarctic Names (US-ACAN) benannte ihn nach Lieutenant Commander Luther William Wheat von der United States Navy, Hubschrauberkommandant der Flugstaffel bei der Operation Deep Freeze zwischen 1975 und 1978 sowie Manager für Flugeinsätze in der Abteilung für Polarprogramme der National Science Foundation im Jahr 1978 und Mitglied des US-ACAN von 1979 bis 1988.